# Лчап
Лчап (вірм. Լճափ) — село в марзі Гегаркунік, на сході Вірменії. Село розташоване за 12 км на північ від міста Гавар та за 20 км на південний схід від міста Севан, за 1 км на південний схід від села Цовазард а за 3 км на північний захід від села Айраванк. На схід від села по узбережжю озера Севан проходить траса Єреван — Севан — Мартуні — Варденіс.
З 2007 р. французький Комітет допомоги для дітей-сиріт та студентів допомагає відновлювати сільську школу.